# Emilio Estevez Tsai
Emilio Estevez Tsai (蔡立靖S, Tsai Lin-ChingP; Toronto, 10 agosto 1998) è un calciatore taiwanese, centrocampista svincolato della nazionale taiwanese.

## Biografia
Nonostante la somiglianza del nome con quella dell'attore Emilio Estevez, prende questo nome in onore dell'ex calciatore del Real Madrid Emilio Butragueño.

## Carriera

### Club

#### Gli inizi
Estevez ha iniziato a giocare nell'Etobicoke Energy prima di passare al Clarkson SC di Mississauga e a giocare a calcio a 5. Nel 2016, quando aveva 18 anni, è stato un anno in prova al Levante. Ha poi trascorso una settimana in prova con il QPR prima di tornare in Canada. Nel 2017 ha frequentato lo Sheridan College, collezionando sette presenze e segnando un gol con i Bruins.
Nel 2018, Estevez ha militato nel North Mississauga SC, formazione della League1 Ontario, giocando otto partite in campionato. Ha anche giocato nella Canadian Soccer League con l'SC Waterloo Region.

#### York9
Nell'ottobre 2018, Estevez ha partecipato ai Canadian Premier League Open Trials a Toronto, dove è stato molto apprezzato dagli scout. L'8 febbraio 2019, Estevez ha firmato un contratto con lo York9. Il 4 maggio 2019, ha esordito in campionato partendo da titolare contro il Cavalry, dove ha realizzato un assist nella sconfitta per 2-1. Estevez ha segnato il suo primo gol con lo York il 27 luglio contro l'HFX Wanderers, realizzando la rete definitiva nella vittoria per 6-2.
Il 10 dicembre 2019 è stato annunciato che Estevez aveva rinnovato il contratto per la prossima stagione.

#### ADO Den Haag
Il 12 maggio 2020, lo York9 ha annunciato la cessione di Estevez agli olandesi dell'ADO Den Haag per una cifra iniziale di $100.000, oltre ai vari bonus in caso di determinati obiettivi raggiunti. Firma un contratto annuale, con l'opzione di estenderlo per un altro anno.
Estevez è diventato così il primo giocatore che si è trasferito dalla Canadian Premier League in Europa, il primo giocatore taiwanese a militare nell'Eredivisie e il terzo in assoluto a giocare in uno dei migliori campionati europei. Ha esordito in un'amichevole precampionato contro l'Almere City l'8 agosto, giocando il secondo tempo. Questa rimane la sua unica presenza in prima squadra, poiché in seguito viene aggregato alla formazione Under-21. Il 29 gennaio 2021, il giocatore e il club hanno deciso di rescindere il contratto di comune accordo, dopo aver giocato solo due partite con l'Under-21.

#### Ourense CF
Nel 2021 si è accasato agli spagnoli dell'Ourense CF, formazione militante nella Tercera División.

### Nazionale
Nato a Toronto da padre spagnolo e madre taiwanese, Estevez può rappresentare il Canada, il Taipei Cinese o la Spagna a livello internazionale.
Nel 2018, Estevez è stato invitato ad allenarsi con la nazionale di Taipei Cinese. Nel febbraio 2019, poco dopo aver firmato per lo York9, Estevez ricevette un'altra convocazione dal Taipei Cinese per un'amichevole contro le Isole Salomone, ma non prese parte alla partita a causa di un infortunio. Il 15 ottobre 2019 ha esordito con la nazionale taiwanese giocando l'incontro perso 1-7 contro l'Australia, valido per le qualificazioni al campionato mondiale di calcio 2022.

## Statistiche

### Cronologia presenze e reti in nazionale
| Cronologia completa delle presenze e delle reti in nazionale ― Taipei cinese | Cronologia completa delle presenze e delle reti in nazionale ― Taipei cinese | Cronologia completa delle presenze e delle reti in nazionale ― Taipei cinese | Cronologia completa delle presenze e delle reti in nazionale ― Taipei cinese | Cronologia completa delle presenze e delle reti in nazionale ― Taipei cinese | Cronologia completa delle presenze e delle reti in nazionale ― Taipei cinese | Cronologia completa delle presenze e delle reti in nazionale ― Taipei cinese | Cronologia completa delle presenze e delle reti in nazionale ― Taipei cinese |
| Data                                                                         | Città                                                                        | In casa                                                                      | Risultato                                                                    | Ospiti                                                                       | Competizione                                                                 | Reti                                                                         | Note                                                                         |
| ---------------------------------------------------------------------------- | ---------------------------------------------------------------------------- | ---------------------------------------------------------------------------- | ---------------------------------------------------------------------------- | ---------------------------------------------------------------------------- | ---------------------------------------------------------------------------- | ---------------------------------------------------------------------------- | ---------------------------------------------------------------------------- |
| 15-10-2019                                                                   | Kaohsiung                                                                    | Taipei cinese                                                                | 1 – 7                                                                        | Australia                                                                    | Qual. Mondiali 2022                                                          | -                                                                            | 68’                                                                          |
| 14-11-2019                                                                   | Al Kuwait                                                                    | Kuwait                                                                       | 9 – 0                                                                        | Taipei cinese                                                                | Qual. Mondiali 2022                                                          | -                                                                            |                                                                              |
| 19-11-2019                                                                   | Amman                                                                        | Giordania                                                                    | 5 – 0                                                                        | Taipei cinese                                                                | Qual. Mondiali 2022                                                          | -                                                                            |                                                                              |
| 3-6-2021                                                                     | Al Kuwait                                                                    | Nepal                                                                        | 2 – 0                                                                        | Taipei cinese                                                                | Qual. Mondiali 2022                                                          | -                                                                            | 73’                                                                          |
| 7-6-2021                                                                     | Al Kuwait                                                                    | Australia                                                                    | 5 – 1                                                                        | Taipei cinese                                                                | Qual. Mondiali 2022                                                          | -                                                                            | 67’                                                                          |
| 15-6-2021                                                                    | Al Kuwait                                                                    | Kuwait                                                                       | 2 – 1                                                                        | Taipei cinese                                                                | Qual. Mondiali 2022                                                          | -                                                                            | 82’                                                                          |
| Totale                                                                       |                                                                              | Presenze                                                                     | 6                                                                            |                                                                              | Reti                                                                         | 0                                                                            |                                                                              |